# أندروي
أندروي (بالفرنسية: Androy)‏ هي أقصى منطقة في جنوب مدغشقر. وتغطي مساحة تبلغ 19،540 كيلومتر مربع، ويُقَدَّر عدد سكانها بنحو 733،933 نسمة في عام 2013. عاصمتها الإدارية الإداري هي أمبوفومبي-أندروي.

## التقسيمات الإدارية
تنقسم منطقة أندروي إلى أربع مقاطعات، تنقسم إلى 51 بلدية، وهي بدورها مقسمة إلى 881 منطقة.
- أمبوفومبي-أندروي
- Bekily District
- Beloha-Androy District
- Tsihombe District